# 38. ročník People's Choice Awards
38. ročník People's Choice Awards se konal 11. ledna 2012 v Nokia Theatre v Los Angeles v Kalifornii. Ceremoniál moderovala Kaley Cuoco a byl vysílán televizní stanicí CBS.
Katy Perry proměnila pět ze sedmi nominací, včetně ceny za nejoblíbenější ženskou umělkyni. Film Harry Potter a Relikvie smrti – část 2 získala čtyři ceny, včetně ceny za nejoblíbenější film. Seriál Jak jsem poznal vaši matku získal tři ceny, včetně ceny za nejoblíbenější komediální seriál. Seriál Lovci duchů získal dvě ceny, včetně ceny za nejoblíbenější dramatický seriál.
8. listopadu 2011 byli oznámeny nominace. Film Harry Potter a Relikvie smrti – část 2 obdržel nejvíce nominací tento rok a to devět. Seriál Glee a zpěvačka Katy Perry obdrželi sedm nominací. Herečka Nina Dobrev získala nominaci na cenu v kategorii nejoblíbenější herečka v dramatickém seriálu tím, že byla vepsána mezi nominované fanoušky a tím se stala první osobou, která byla tímto způsobem zapsaná.

## Účinkující
- Demi Lovato – „Give Your Heart a Break“
- Faith Hill – „Come Home“

## Uvádějící
- Dermot Mulroney
- Frank Grillo
- Liam Neeson
- Sharon Osbourne
- Jesse Tyler Ferguson
- Don Cheatle
- Kristen Bellová
- Liam Hemsworth
- Jennifer Lawrenceová
- Rob Schneider
- Cheech Marin
- Vanessa Hudgens
- Josh Hutcherson
- Alyson Hanniganová
- Jason Biggs
- Cory Monteith
- Julianne Hough
- Kat Dennings
- Beth Behrs
- Zachary Levi
- Ashley Greene
- Jennifer Morrison
- Ginnifer Goodwin
- Ian Somerhalder
- Paul Wesley
- Matt Bomer
- Elisha Cuthbert
- David Boreanaz
- Busy Philipps
- Lucy Hale
- Ashley Benson
- Shay Mitchell
- Troian Bellisario
- Ewan McGregor
- Angus T. Jones
- Pauley Perrette
- Terrence Howard
- Cuba Gooding Jr

## Nominace

### Movies
| Nejoblíbenější film | Nejoblíbenější akční film |
| --- | --- |
| - Ženy sobě - Harry Potter a Relikvie smrti – část 2 - Černobílý svět - Piráti z Karibiku: Na vlnách podivna - Transformers 3                                                             | - Rychle a zběsile 5 - Harry Potter a Relikvie smrti – část 2 - Thor - Transformers 3 - X-Men: První třída |
| Nejoblíbenější komedie | Nejoblíbenější drama |
| - Zkažená úča - Ženy sobě - Bláznivá, zatracená láska - Kamarád taky rád - Pařba v Bangkoku                                                                                               | - Správci osudu - Černobílý svět - Všemocný - Moneyball - Voda pro slony |
| Nejoblíbenější adaptace knihy | Nejoblíbenější obsazení |
| - Harry Potter a Relikvie smrti – část 2 - Černobílý svět - Jsem číslo čtyři - Surfařka - Voda pro slony                                                                                  | - Ženy sobě - Pařba na třetí - Harry Potter a Relikvie smrti – část 2 - Piráti z Karibiku: Na vlnách podivna - X-Men: První třída |
| Nejoblíbenější filmový herec | Nejoblíbenější filmová herečka |
| - Daniel Radcliffe - Hugh Jackman - Johnny Depp - Robert Pattinson - Ryan Reynolds | - Anne Hathawayová - Emma Stoneová - Jennifer Aniston - Julia Roberts - Reese Witherspoonová |
| Nejoblíbenější akční hvězda | Nejoblíbenější filmový superhrdina |
| - Hugh Jackman - Ryan Reynolds - Shia LaBeouf - Taylor Lautner - Vin Diesel | - Chris Evans jako Captain America, Captain America: První Avenger - Chris Hemsworth jako Thor, Thor - James McAvoy jako Profesor X, X-Men: První třída - Jennifer Lawrenceová jako Mystique, X-Men: První třída - Ryan Reynolds jako Green Lantern, Green Lantern |
| Nejoblíbenější komediální herec | Nejoblíbenější komediální herečka |
| - Adam Sandler - Ashton Kutcher - Bradley Cooper - Ryan Reynolds, - Steve Carell | - Cameron Diaz - Emma Stoneová - Jennifer Aniston - Mila Kunis - Natalie Portman |
| Nejoblíbenější hvězda pod 25 let | Nejoblíbenější filmová ikona |
| - Chloë Moretzová - Daniel Radcliffe - Emma Watsonová - Rupert Grint - Tom Felton | - George Clooney - Harrison Ford - Morgan Freeman - Robert De Niro - Tom Hanks |
| Nejoblíbenější hlas z animovaného filmu | Nejoblíbenější animovaný film |
| - Anne Hathawayová jako Jewel, Rio - Jack Black jako Po, Kung Fu Panda 2 - Johnny Depp jako Rango, Rango - Katy Perry jako Šmoulinka, Šmoulové 2 - Owen Wilson jako Blesk McQueen, Auta 2 | - Auta 2 - Kung Fu Panda 2 - Rango - Kocour v botách - Tintinova dobrodružství |

### Televize
| Nejoblíbenější komediální seriál | Nejoblíbenější dramatický seriál |
| --- | --- |
| - Teorie velkého třesku - Glee - Jak jsem poznal vaši matku - Taková moderní rodinka - Dva a půl chlapa | - Dobrá manželka - Chirurgové - Dr. House - Lovci duchů - Upíří deníky |
| Nejoblíbenější komediální herec | Nejoblíbenější komediální herečka |
| - Alec Baldwin - Chris Colfer - Cory Monteith - Jim Parsons - Neil Patrick Harris | - Courteney Cox - Jane Lynch - Kaley Cuoco - Lea Michele - Tina Fey |
| Nejoblíbenější dramatický herec | Nejoblíbenější dramatická herečka |
| - David Boreanaz - Hugh Laurie - Ian Somerhalder - Nathan Fillion - Patrick Dempsey | - Blake Lively - Ellen Pompeo - Emily Deschanelová - Eva Longoria - Nina Dobrev |
| Nejoblíbenější komedie kabelové televize | Nejoblíbenější drama kabelové televize |
| - Nouzové přistání - It's Always Sunny in Philadelphia - Sestřička Jackie - Milionový lékař - Tráva | - Dexter - Hra o trůny - Prolhané krásky - Pravá krev - Ve službách FBI |
| Nejoblíbenější krimi drama | Nejoblíbenější Sci-Fi/Fantasy |
| - Sběratelé kostí - Castle na zabití - Myšlenky zločince - Kriminálka Las Vegas - Námořní vyšetřovací služba | - Hranice nemožného - Lovci duchů - Pravá krev - Upíří deníky - Živí mrtví |
| Nejoblíbenější nová televizní komedie | Nejoblíbenější nové televizní drama |
| - 2 Socky - Poslední chlap - Nová holka - Zajatci předměstí - Up All Night | - Bylo, nebylo - Lovci zločinců - Pomsta - Tajemství kruhu - Terra Nova |
| Nejoblíbenější moderátor denní talkshow | Nejoblíbenější moderátor noční talkshow |
| - Al Roker, Ann Curry, Matt Lauer, Natalie Morales a Savannah Guthrie, The Today Show - Anderson Cooper, Anderson - Ellen DeGeneres, Show Ellen DeGeneresová - Kelly Ripa a Regis Philbin, Live with Regis and Kelly - Rachael Ray, Rachael Ray | - Conan O'Brien, Conan - David Letterman, Noční show Davida Lettermana - Jay Leno, Noční show Jaye Lenoe - Jimmy Fallon, Noční show Jimmyho Fallona - Jimmy Kimmel, Jimmy Kimmel Live! |
| Nejoblíbenější soutěžní show | Nejoblíbenější televizní hvězda |
| - American Idol - Amerika má talent - Dancing with the Stars - Umíte tančit? - The Voice | - Gene Simmons - Giuliana Rancic - Kathy Griffin - Kim Kardashian - Tia Mowry a Tamera Mowry                                                                                           |
| Nejoblíbenější hostující hvězda | Nejoblíbenější animovaný seriál |
| - Gwyneth Paltrow, Glee - Jim Carrey, Kancl - Katy Perry, Jak jsem poznal vaši matku - Kristin Chenoweth, Glee - Michael J. Fox, Dobrá manželka                                                                                                 | - Spongebob v kalhotách - Simpsonovi - Griffinovi - Městečko South Park - Americký táta                                                                                                |

### Hudba
| Nejoblíbenější píseň roku | Nejoblíbenější album roku |
| --- | --- |
| - "E.T." od Katy Perry a Kanye Westa - "The Edge of Glory" od Lady Gaga - "Moves Like Jagger" od Maroon 5 feat. Christiny Aguilery - "Party Rock Anthem" od LMFAO feat. Lauren Bennett a GoonRock - "Rolling in the Deep" od Adele | - "4" od Beyoncé - "21" od Adele - "Born This Way" od Lady Gaga" - "Femme Fatale" od Britney Spears - "Own the Night" od Lady Antebellum |
| Nejoblíbenější hudební video | Nejoblíbenější tour |
| - "Judas" od Lady Gaga - "Last Friday Night (T.G.I.F.)" od Katy Perry - "Party Rock Anthem" od LMFAO feat.Lauren Bennett a GoonRock - "Rolling in the Deep" od Adele - "Run the World (Girls)" od Beyoncé                          | - Bon Jovi - Katy Perry - Taylor Swift - U2 - Usher                                                                                      |
| Nejoblíbenější mužský umělec | Nejoblíbenější ženská umělkyně |
| - Justin Bieber - Eminem - Enrique Iglesias - Bruno Mars - Blake Shelton | - Adele - Beyoncé - Katy Perry - Lady Gaga - Taylor Swift                                                                                |
| Nejoblíbenější skupina | Nejoblíbenější popový umělec |
| - Coldplay - Foo Fighters - Linkin Park - Maroon 5 - Red Hot Chili Peppers | - Beyoncé - Lady Gaga - Demi Lovato - Katy Perry - Rihanna                                                                               |
| Nejoblíbenější hip-hopový umělec | Nejoblíbenější R&B umělec |
| - B.o.B - Eminem - Jay-Z - Nicki Minaj - Pitbull | - Beyoncé - Bruno Mars - Chris Brown - Ne-Yo - Rihanna                                                                                   |
| Nejoblíbenější country umělec | Nejoblíbenější průlomový umělec |
| - Lady Antebellum - Rascal Flatts - Blake Shelton - Taylor Swift - Keith Urban | - Big Time Rush - The Wanted - Fun - Demi Lovato - Taylor Swift                                                                          |